# Sierra del Sueve
La sierra del Sueve, ou chaîne côtière des Sueves, est un massif montagneux de la cordillère Cantabrique abritant un espace protégé d'une superficie de 8 112 hectares, dans les Asturies, près de Colunga, Caravia, Ribadesella, Parres et Piloña. Le sommet le plus élevé est le Pienzu (1 161 m). La végétation est constituée de forêts de hêtres et d'ifs. La faune est représentée par le chevreuil, le renard et le sanglier, des oiseaux de proie comme le vautour et le balbuzard pêcheur, ainsi que la race chevaline locale de l'Asturcón.

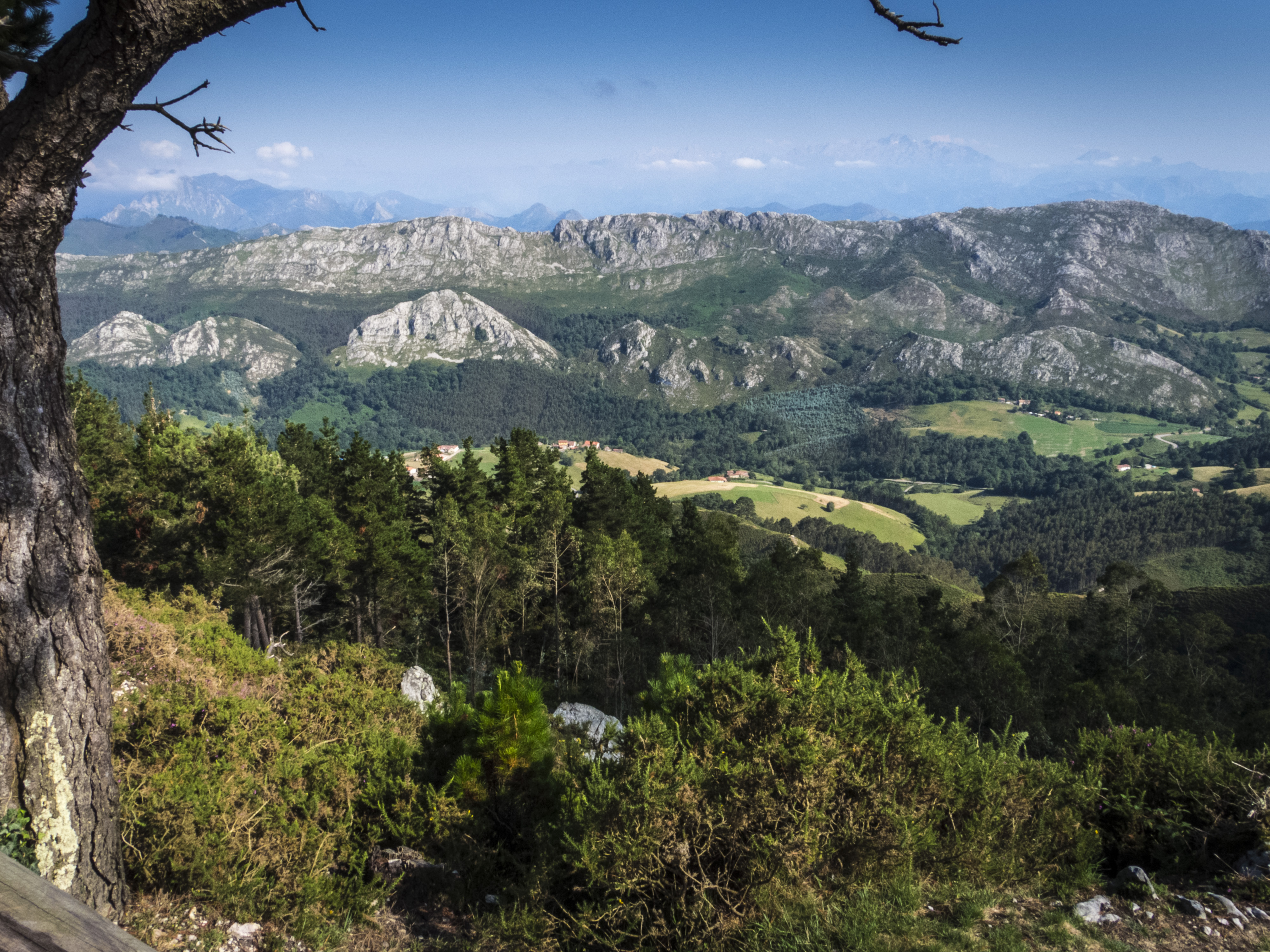
Vue de la sierra del Sueve depuis le mirador du Fito.

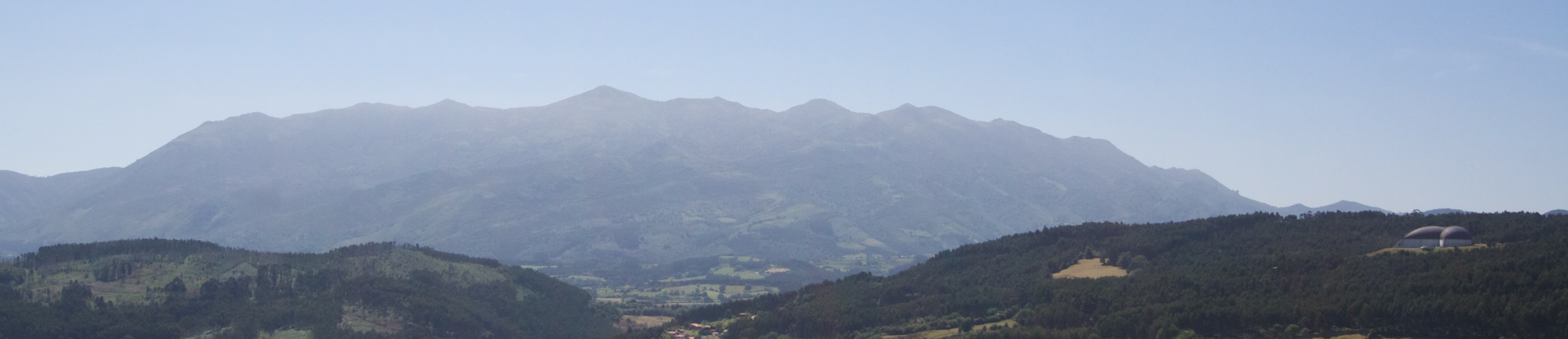
Vue de la chaîne.